# Nilpotentes Element
Ein nilpotentes Element ist ein Begriff aus der Ringtheorie, einem Teilgebiet der Mathematik. Ein Element eines Rings heißt nilpotent, wenn es genügend oft mit sich selbst multipliziert das Nullelement ergibt.

## Definition
Ein Element {\displaystyle x} eines Ringes {\displaystyle R} heißt nilpotent, wenn eine positive natürliche Zahl {\displaystyle n} existiert, sodass {\displaystyle x^{n}=0} gilt. Ein Ideal {\displaystyle I\subseteq R} wird als nilpotent bezeichnet, wenn eine positive natürliche Zahl {\displaystyle n} existiert, sodass {\displaystyle I^{n}=(0)} gilt.

## Beispiele
Beispielsweise ist die Matrix
{\displaystyle A={\begin{pmatrix}0&1&0\\0&0&1\\0&0&0\end{pmatrix}}}
nilpotent, denn es gilt
{\displaystyle A^{3}=0}.
(Für spezielle Eigenschaften nilpotenter Matrizen siehe den Artikel nilpotente Matrix.)
- Im Restklassenring {\displaystyle \mathbb {Z} /8\mathbb {Z} } sind die Restklassen von 0, 2, 4 und 6 nilpotent, da jeweils ihre dritte Potenz kongruent zu 0 modulo 8 ist. In diesem Ring ist jedes Element entweder nilpotent oder eine Einheit.

- Im Restklassenring {\displaystyle \mathbb {Z} /12\mathbb {Z} } sind die nilpotenten Elemente genau die Restklassen von 0 und 6.

- Das Nullelement eines Ringes ist stets nilpotent, da {\displaystyle 0^{1}=0} ist.

## Eigenschaften
Die Menge aller nilpotenten Elemente eines kommutativen Ringes bildet ein Ideal, das so genannte Nilradikal.
Der Durchschnitt aller Primideale in einem kommutativen Ring mit 1 ist genau das Nilradikal.
Sei im Folgenden {\displaystyle R} ein Ring, {\displaystyle a} ein nilpotentes Element von {\displaystyle R} und {\displaystyle n} die kleinste natürliche Zahl mit {\displaystyle a^{n}=0}.
- Ist {\displaystyle a\neq 0}, dann ist {\displaystyle n>1} und {\displaystyle a} ist Nullteiler, denn {\displaystyle aa^{n-1}=0} und {\displaystyle a^{n-1}\neq 0}.

Ist zusätzlich {\displaystyle R} ein Ring mit 1 und nicht der Nullring, dann gilt:
- {\displaystyle a} ist nicht invertierbar (bzgl. der Multiplikation), denn aus {\displaystyle ab=1} für ein Ringelement {\displaystyle b} folgt der Widerspruch {\displaystyle 0=a^{n}b=a^{n-1}} ({\displaystyle n} war minimal gewählt!).
- {\displaystyle 1-a} ist invertierbar, denn es gilt {\displaystyle (1-a)\left(1+a+a^{2}+\dotsb +a^{n-1}\right)=1-a^{n}=1=\left(1+a+a^{2}+\dotsb +a^{n-1}\right)(1-a)}.
- Ist {\displaystyle b} eine Einheit von {\displaystyle R}, die mit {\displaystyle a} kommutiert, dann ist auch {\displaystyle b+a} invertierbar, was man durch Betrachtung der Darstellung als {\displaystyle b+a=b\cdot \left(1-\left(-b^{-1}a\right)\right)} sieht.

Sei {\displaystyle R} ein Restklassenring {\displaystyle \mathbb {Z} /m\mathbb {Z} } und {\displaystyle p} das Produkt aller Primteiler von {\displaystyle m}, d. h. aller Primzahlen die in der Primfaktorzerlegung von {\displaystyle m} auftreten. Z. B. für {\displaystyle m=12=2^{2}\cdot 3} ist {\displaystyle p=6=2\cdot 3}.
Dann sind die nilpotenten Elemente von {\displaystyle R} genau die Restklassen von ganzen Zahlen, die Vielfache von {\displaystyle p} sind. Die Beweisidee ist folgende: Ist {\displaystyle k} der größte Exponent, der in der Primfaktorzerlegung von {\displaystyle m} auftritt, dann ist {\displaystyle p^{k}} ein Vielfaches von {\displaystyle m}; jede Zahl, für die eine Potenz ein Vielfaches vom {\displaystyle m} ist, muss bereits selbst jeden Primteiler von {\displaystyle m} besitzen.
Ein Ring, der außer der Null keine nilpotenten Elemente enthält, wird reduziert genannt.